# Hurrikan Irene (2011)
Hurrikan Irene (offiziell vom US-National Hurricane Center empfohlene und auch von deutschsprachigen Medien benutzte Aussprache: aɪˈrin) war ein tropischer Wirbelsturm, der Auswirkungen auf Puerto Rico, die Dominikanische Republik, Haiti, die Turks- und Caicosinseln und die Bahamas hatte und anschließend an der Ostküste der Vereinigten Staaten Richtung Norden zog. Irene war der neunte tropische Sturm und erste Hurrikan der atlantischen Hurrikansaison 2011. Er entstand am 20. August 2011 östlich der Kleinen Antillen und zog dann über die Leeward Islands hinweg, bevor er eine nordwestlichere und später nordwärts gerichtete Zugbahn einschlug. Der Hurrikan traf in der Kategorie 1 in North Carolina auf das Festland der Vereinigten Staaten, gelangte südlich der Chesapeake Bay erneut über Wasser und schlug eine nordnordöstliche Zugrichtung ein, die ihn die Küste New Jerseys streifen ließ. Er hatte ein ungewöhnlich großes Windfeld, sodass die Auswirkungen des Hurrikans durch Windbruch, Sturmflut und Starkregen weitreichender waren als bei tropischen Wirbelstürmen vergleichbarer Intensität.

## Verlauf

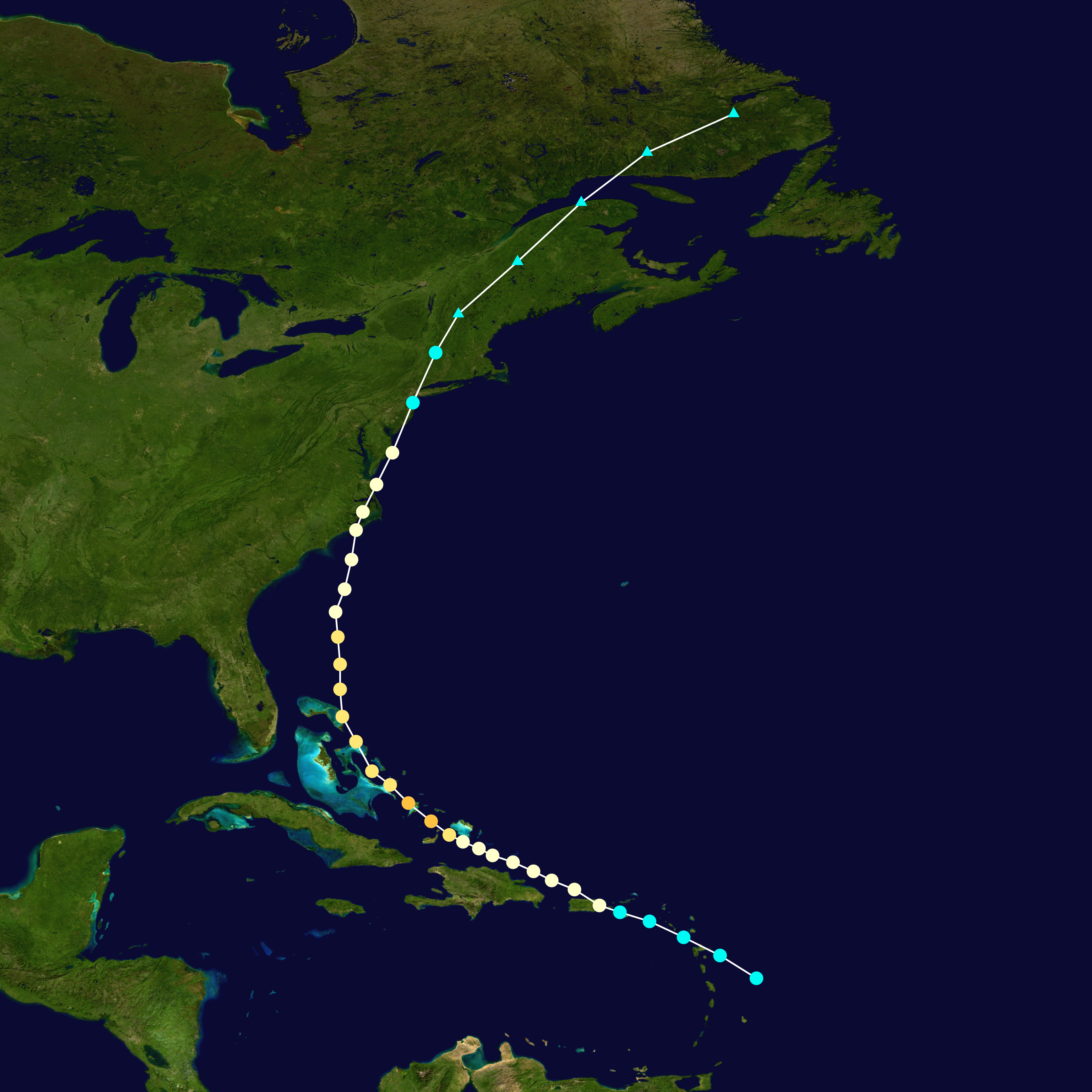
Zugbahnkarte des Hurrikans

Am 15. August 2011 löste sich eine tropische Welle, die sich durch eine deutlich erkennbare bodennahe zyklonische Rotation hervorhob und von starker tropischer Humidität geprägt war, von der Küste Afrikas. Das System war gut definiert und bewegte sich stetig westwärts über die Kapverdischen Inseln hinweg, obwohl zu dem Zeitpunkt die atmosphärische Konvektion weitgehend südwestlich der Wellenachse auftrat. Als sich die Welle von den Kapverden entfernte, blieb die Entwicklung von Gewittern und Regenschauern weiter vereinzelt, und die Welle erschien breit ausgewalzt. Am 19. August begann die Konvektion des Systems Anzeichen einer zunehmenden Organisation zu zeigen, als der Luftdruck zurückging und die vor der Welle liegende Umgebung wurde deutlich günstiger für eine tropische Zyklogenese. Die starke Gewittertätigkeit des Systems um das Haupttiefdruckmerkmal wurde deutlicher, und am 20. August, als sich das System dem Antillenbogen annäherte, stellte das National Hurricane Center (NHC) fest, dass die Bildung eines tropischen Wirbelsturmes bevorstehe. Ein Aufklärungsflug der Hurricane Hunters bestätigte das Vorhandensein eines kleinen Zirkulationszentrums direkt südwestlich eines Ausbruches von heftiger Konvektion und ungewöhnlich hohen andauernden Winden, woraus das NHC schloss, dass das System ausreichend organisiert gewesen sei, um an diesem Tag um 23:00 UTC direkt als tropischer Sturm Irene eingestuft zu werden.
Zu diesem Zeitpunkt befand sich Irene etwa 305 km östlich von Dominica in der Nachbarschaft eines sich abschwächenden Hochdruckgebietes über dem westlichen Zentralatlantik, was für den größten Teil der Wanderung des Hurrikans durch das östliche Karibische Meer eine grob west-nordwestwärts gerichtete Zugbahn vorgab.
Am 21. August bildete sich das bodennahe Zentrum näher an der Zone mit der stärksten Konvektion neu; ein Antizyklon förderte die Entwicklung des Sturmes durch die Bildung von unterstützender Ausströmung. Aufgrund der verbesserten Struktur und wegen der nur leichten Windscherung sowie den hohen Wasseroberflächentemperaturen gingen die Prognosen davon aus, dass Irene, bevor sie über Hispaniola ziehen werde, sich weiter intensivieren und dabei knapp unter der Stärke eines Hurrikans bleiben werde. Am darauffolgenden Tag zog Irene etwas weiter nördlich als ursprünglich erwartet nach Westen und passierte Saint Croix in geringer Entfernung in Richtung Puerto Rico, wobei Irene eine deutliche Zunahme an Stärke und Organisation zeigte. Einige Stunden später zog Irene im Südosten der Insel bei Punta Santiago über Land; die andauernden Windgeschwindigkeiten wurden dabei mit 110 km/h angenommen. Trotz der Einwirkungen durch das Land wurde bei den Beobachtungen des Hurrikans mit dem Wetterradar die Existenz eines augenähnlichen Merkmals festgestellt; außerdem deuteten Dopplerdaten darauf hin, dass die Windgeschwindigkeit Hurrikanstärke erreichte. Irene wurde deswegen zu einem Hurrikan der Kategorie 1 der Saffir-Simpson-Hurrikan-Windskala hochgestuft. Die Aufstufung erfolgte direkt nach dem ersten Landfall des Wirbelsturmes. Der Sturm überquerte die Insel und setzte seinen eingeschlagenen Kurs fort. Während der Sturm sich direkt nördlich der gebirgigen Küste von Hispaniola befand, gewann Irene nur kurz an Kraft und die Zunahme der Organisierung war nur gering.
Am 23. August verlor Irene ein wenig an Stärke, doch am darauf folgenden Morgen begann der Hurrikan mit der Bildung eines erkennbaren Auges, das von sich vertiefender Konvektion umgeben war. Der Wirbelsturm zog auf einem erratischen Weg über die südöstlichen Bahamas, wobei er sich über sehr warmen Wasser befand, sodass Irene sich rasch ausdehnte, nachdem die Ausströmung sich sehr gut ausgebildet hatte. Der Wirbelsturm intensivierte sich innerhalb weniger Stunden zu einem Kategorie-3-Hurrikan. Irene unterzog sich einer partiellen zyklischen Eyewall-Neubildung, wodurch der Hurrikan geschwächt wurde. Das Auge, das sich entwickelt hatte, zerfiel einige Stunden später wieder. Der Hurrikan konnte sich von diesem Zyklus nicht erholen, sondern schwächte sich weiter ab.
Früh am 27. August schwächte sich Irene bei der Annäherung an die Outer Banks von North Carolina zu einem Kategorie-1-Hurrikan ab. An dem Tag um 11:30 Uhr UTC traf Irene bei Cape Lookout, North Carolina mit andauernden Windgeschwindigkeiten von 140 km/h auf Land.
Nachdem der Hurrikan sich etwa zehn Stunden über Land befand, füllte sich das Auge mit Wolken, doch auf Radarbildern blieb das Zentrum gut definiert erkennbar. Über Land hat der Hurrikan allmählich auch eine mehr nach Nordosten gerichtete Zugrichtung eingeschlagen. Später am 27. August gelangte Irene in der Nähe des südlichen Endes der Chesapeake Bay erneut über das Wasser des Atlantischen Ozeans. Irene zog weiter in nordnordöstlicher Richtung und verlor aufgrund stärkerer Windscherung und trockenerer Luft im südlichen Halbkreis leicht an Stärke, doch dehnte sich das Windfeld weiter aus.
Am 28. August um 9:00 Uhr UTC reichte das Windfeld der sturmstarken Winde von New York City bis nach North Carolina. Um 9:35 Uhr UTC gelangte Irene in der Nähe des Little Egg Inlet, New Jersey erneut über Land. Aufgrund der Beobachtungen eines Flugzeuges der United States Air Force wurde festgestellt, dass das Zentrum Irenes um 13.00 Uhr UTC (9.00 Uhr Ortszeit) über New York City zog. Die andauernde Windgeschwindigkeit zu dem Zeitpunkt wurde auf 100 km/h geschätzt, weswegen Irene zum tropischen Sturm zurückgestuft wurde.
Irene wurde ein extratropischer Sturm über Québec, Kanada am 29. August, und gelangte bis nach Labrador. In Folge verharrte es einige Tage als mächtiges Islandtief (ex-Irene), war für das nordwestliche Europa wetterbestimmend, und zerfiel dort erst um den 3. September.

## Vorkehrungen

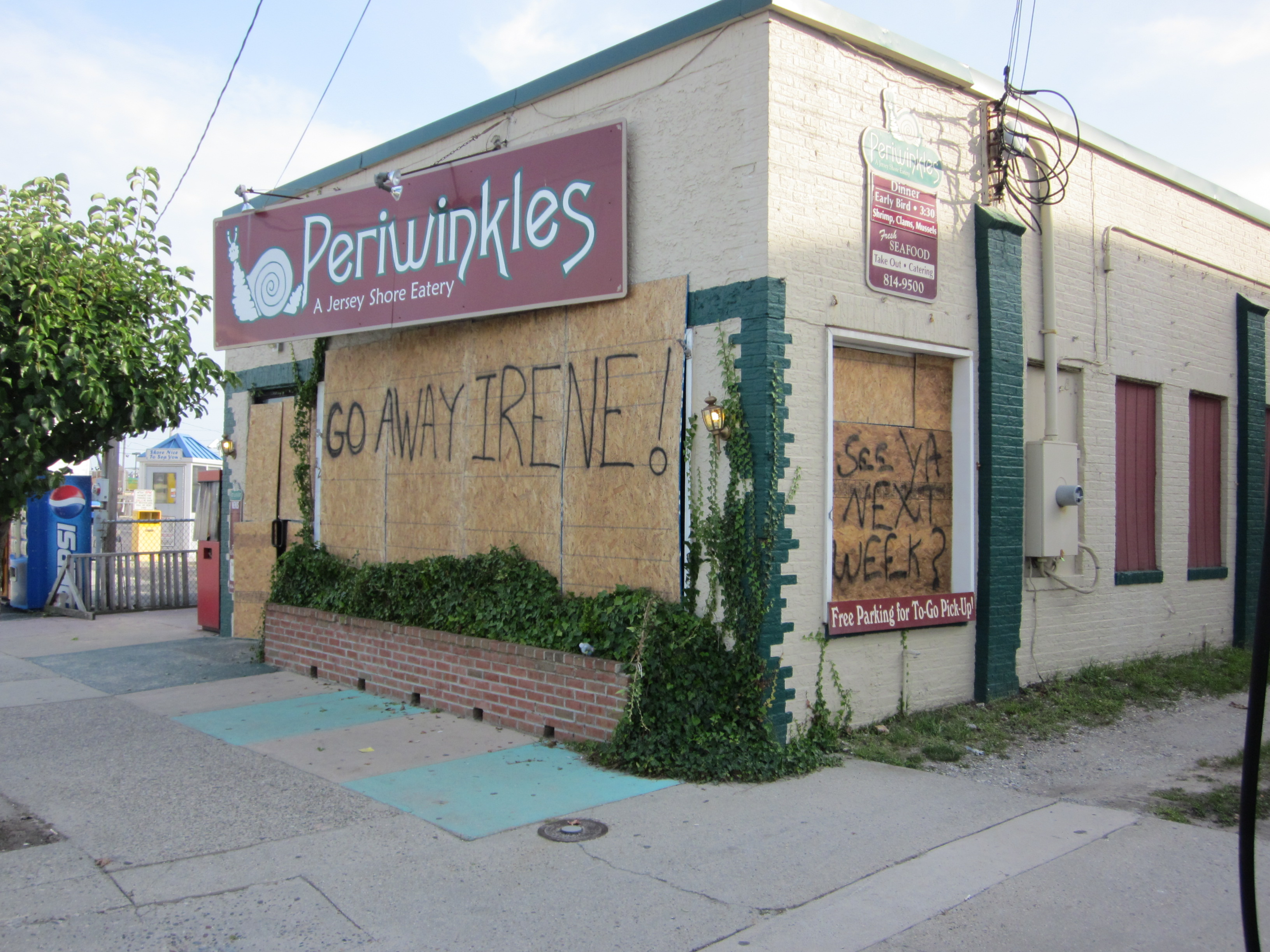
Verbarrikadiertes Restaurant in Ocean City, New Jersey

### Vereinigte Staaten
Das National Hurricane Center gab für den größten Teil der US-Ostküste eine Hurrikanwarnung heraus, in den Staaten Delaware, Maryland, Massachusetts, New Jersey, New York, North Carolina und Virginia wurde der Notstand ausgerufen. Die Betreiber der New Yorker Metro haben den kompletten Nahverkehr in der Metropole am Mittag des 27. August eingestellt. Der New Yorker Bürgermeister Michael Bloomberg ließ die tiefer gelegenen Stadtteile mit 250.000 Bewohnern präventiv evakuieren. Präsident Obama kehrte mit seiner Familie vorzeitig aus dem Urlaub zurück.
New York City war im September 1938 vom New England Hurricane betroffen. Ähnliche Sturmereignisse wurden 1815, 1821, 1869 und 1893 verzeichnet.

## Auswirkungen
| Gebiet                  | Tote | Vermisste |
| Puerto Rico             | 1    | 0         |
| Dominikanische Republik | 4    | 7         |
| Haiti                   | 3    | 0         |
| Vereinigte Staaten      | 45   | 1         |
| Kanada                  | 1    | 0         |
| Total                   | 54   | 8         |

### Leeward Islands
Während Irenes Zuges durch die nordöstliche Karibik herrschten im gesamten Bereich der Leeward Islands Tropensturmbedingungen, die allgemein nur geringen Schaden anrichteten, jedoch kam es in niedrig gelegenen Gebieten zu Überflutungen. Nach Süden hin erstreckten sich starke Gewitter und Regenfälle über Martinique, doch der Großteil dieser Aktivität trat auf, bevor das NHC das System als tropisch klassifizierte. Zwar zog das Zentrum direkt nördlich an der zu Guadeloupe gehörenden Insel Grande-Terre vorbei, doch die stärksten Auswirkungen hatten die äußeren Regenbänder. Der Sturm erzeugte kurzzeitig eine raue See mit Wellenhöhen von maximal 5,6 m. Ein Großteil Martiniques war zwar von Überflutungen betroffen, doch war der Niederschlag allgemein nur mäßig. Aufgrund des Sturmes war LIAT gezwungen, früh am 22. August alle Flüge von und nach Antigua zu streichen.
Während der Sturm die Britischen Jungferninseln überquerte, intensivierte er sich und brachte böige Winde und starke Niederschläge mit sich; der daraus resultierende Sachschaden war jedoch gering. Blitzschlag über Necker Island entzündete das Wohnhaus des britischen Unternehmers und Ballonfahrers Richard Branson, das abbrannte. Am 21. August überquerte Irene Saint Croix, die bevölkerungsreichste Insel der Amerikanischen Jungferninseln als starker tropischer Sturm, doch auf der Insel selbst wurden relative geringe Windgeschwindigkeiten gemessen. Nördlich davon, in Saint Thomas waren die Bedingungen deutlich schlechter; um 21:20 Uhr UTC wurde eine Spitzenbö mit 110 km/h gemessen. Im Bereich der Amerikanischen Jungferninseln führte der Sturm zu vereinzelten Stromausfällen, von denen alle Inseln betroffen waren.

### Puerto Rico

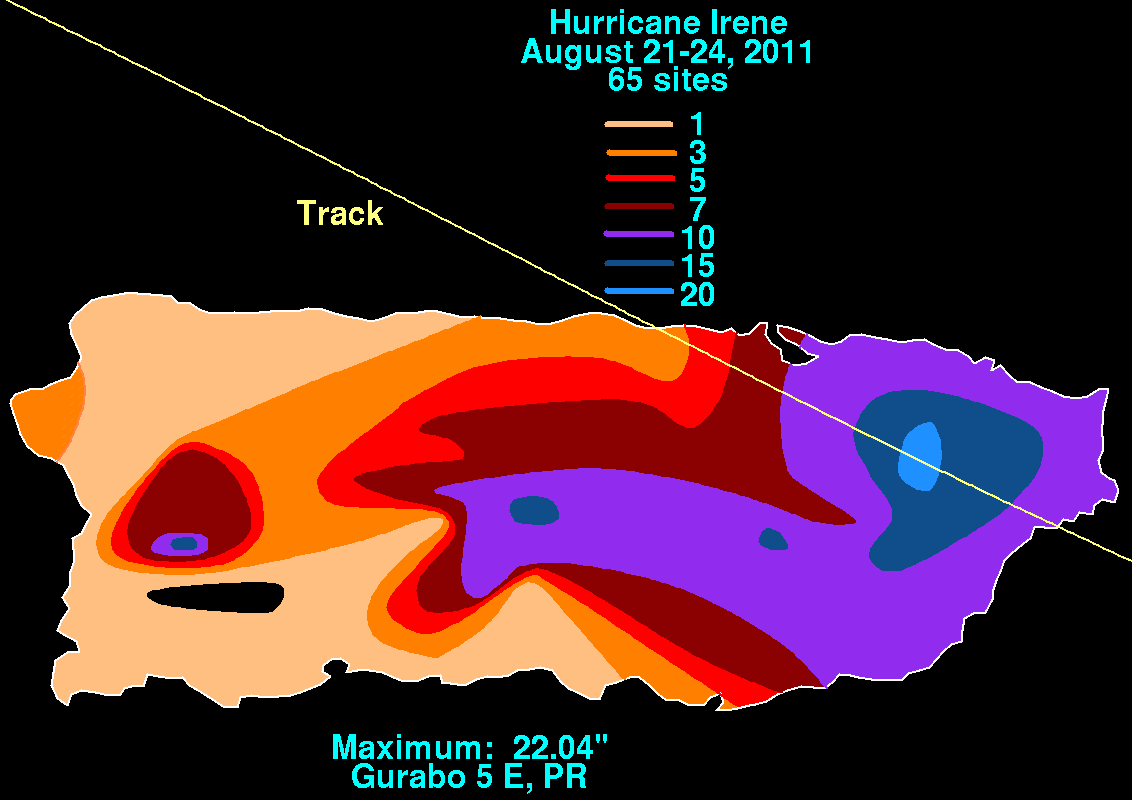
Niederschlagsmengen durch Hurrikan Irene in Puerto Rico

Auf Puerto Rico verursachten Starkregenfälle weitreichende Schäden am Straßennetz und die Winde des inzwischen zum Hurrikan intensivierten Wirbelsturms rissen zahlreiche Bäume und Masten von Versorgungsleitungen um, sodass für mehr als eine Million Bewohner der Insel die Versorgung mit elektrischem Strom ausfiel. US-Präsident Barack Obama rief den Notstand aus. Während Irene Puerto Rico passierte, waren vorübergehend 121.000 Abnehmer von der Versorgung mit Trinkwasser abgeschnitten, und 771 Personen mussten Notunterkünfte aufsuchen. In höheren Lagen näherte sich die anhaltende einminütige Windgeschwindigkeit der Marke 178 km/h an, ergab die Beurteilung der Aufnahmen des Wetterradars. Die höchsten Regenmengen fielen im Osten des US-Außengebietes; in Gurabo wurde mit 560 mm die höchste Niederschlagsmenge auf Puerto Rico gemessen. Die Regenfälle führten dazu, dass mehrere Flüsse über die Ufer traten.
Durch den Sturm hatte auch die Landwirtschaft Schäden zu verzeichnen, speziell in der Nähe des Landfalls. Starke Winde entwurzelten Staudenpflanzen, sodass mehrere Plantagen für Kaffee und Bananen geschädigt wurden. Die am stärksten betroffenen dieser Plantagen liegen in Yabucoa und Manaubo, wo durch Überflutungen umfassende Mengen der Bananenstauden weggespült wurden. Die Regenfälle dauerten stundenlang an, sodass vor Sturzfluten und Überschwemmungen gewarnt wurde. Insgesamt schädigte der Sturm in Puerto Rico mehr als 1500 Personen direkt und tötete eine Autofahrerin, als ihr Fahrzeug von einem stark angeschwollenen Wasserlauf erfasst wurde. Vorläufige Schätzungen ergaben, dass die Gebäudeschäden auf Puerto Rico 500 Millionen US-Dollar betragen könnten. Hinzu kommen wirtschaftliche Schäden, etwa errechnete Verdienstausfälle während des Durchzuges von Irene in Höhe von 60,4 Millionen US-Dollar.
Auf dem offenen Meer wurde in der Nähe der vorgelagerten Isla de Culebra der Untergang eines Segelbootes in der rauen See berichtet. Winde in Sturmstärke rissen Zäune um und zerbrachen Fenster. Insgesamt 46 Inselbewohner suchten während des Sturmes eine Schutzunterkunft auf, eine Familie benötigte anschließend die weitere Unterbringung, da das Dach ihres Hauses abgedeckt wurde. Auf der Isla de Vieques wurden mit 85 km/h ähnlich starke andauernde Windgeschwindigkeiten gemessen, einige Böen erreichten 115 km/h. Einige Ausfälle der Versorgung mit elektrischem Strom und des Telefonnetzes wurde gemeldet, und der Flugplatz auf der Insel stellte den Betrieb während des Durchzuges des Sturmes ein.

### Hispaniola (Dominikanische Republik und Haiti)

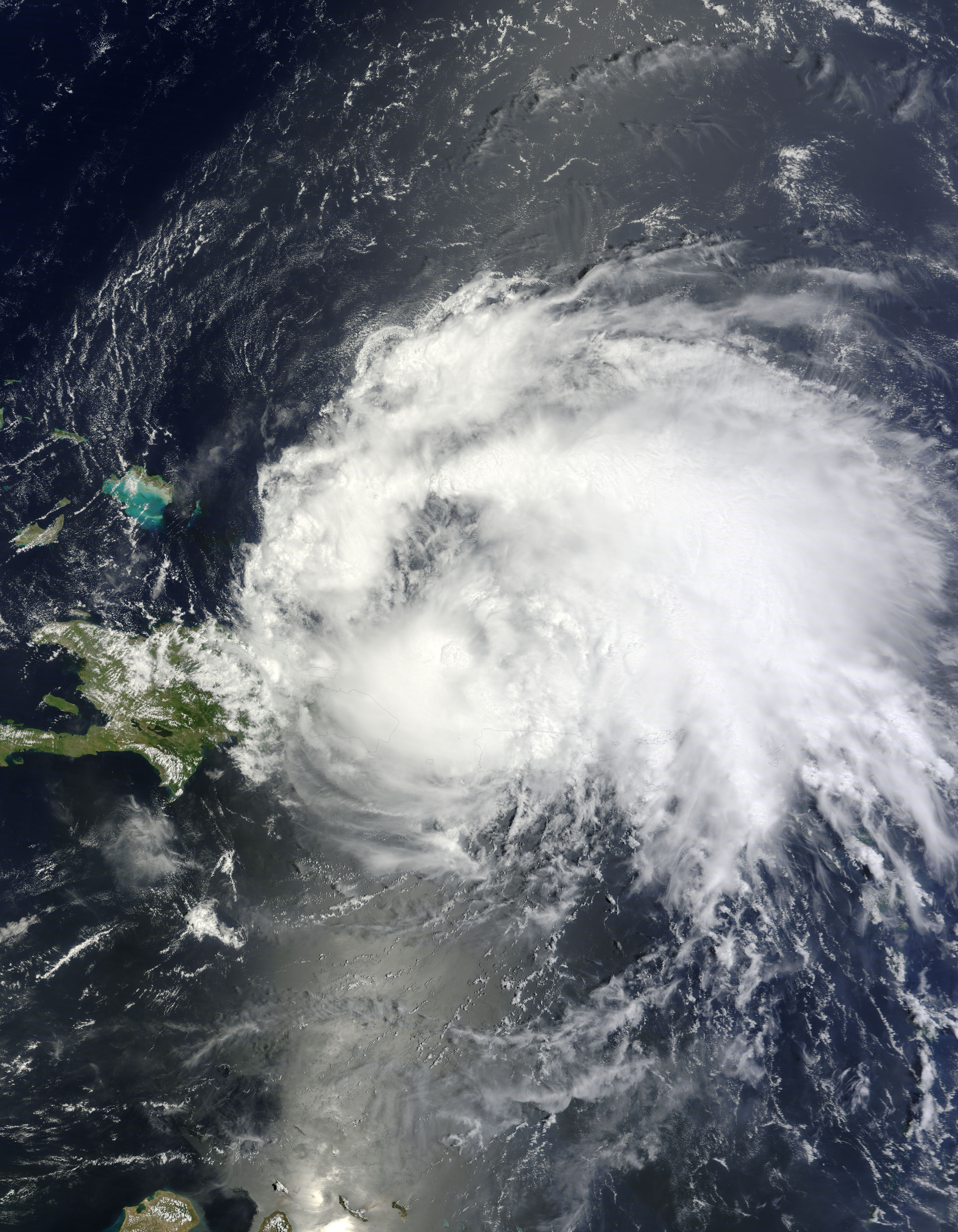
Hurrikan Irene als ein Kategorie-1-Hurrikan am 22. August. Teile der Dominikanischen Republik sowie Puerto Rico sind von den Wolken verdeckt.

Hispaniola spürte zwar die Auswirkungen des Hurrikans, doch kam die Insel einigermaßen glimpflich davon, weil die Zugbahn des Hurrikans nördlich der Küste verlief, sodass sich die Insel so auf der linken Seite des Hurrikans befand, wo die Windgeschwindigkeiten durch die Vorwärtsbewegung des Wirbelsturmes geringer sind.
Dennoch erzeugte der Sturm starken Wind und andauernden Regen in der Dominikanischen Republik, 37.700 Personen mussten ihre Häuser verlassen und mindestens 88 Ortschaften wurden durch die Auswirkungen des Sturmes von der Außenwelt abgeschnitten. Die begleitende Sturmflut wirkte sich auf rund 200 Häuser aus und veranlasste an der Nordküste des Landes Evakuierungen. Die stärksten Windgeschwindigkeiten in dem Land traten im nördlichen Cibao auf, wo viele Bäume und Masten von Versorgungsleitungen umgerissen wurden. Angeschwollene Flüsse, Bäche und Rinnsale führten verbreitet zur Überflutung von Wohnhäusern und beschädigten Straßen; die Übersättigung des Erdreichs mit Wasser löste in der Region Erdrutsche aus, die zu weiteren Behinderungen führten. Trotz der weiteren Entfernung führte Irene zu extremen Regenfällen in den südlichen Teilen des Landes, die vielfach zu Flutschäden führten. Abfließendes Oberflächenwasser und zwei über die Ufer getretenen Flüsse führten dazu, dass ein großer Teil von San Cristóbal überschwemmt wurde; eine Brücke wurde durch die dahinrauschenden Wassermassen mitgerissen. In diesen Fluten ertranken zwei Personen. Eine weitere Person wurde in Cambita Garabitos getötet und sechs weitere wurden vermisst gemeldet. Starkregen wurde auch in der La Altagracia registriert, wo in Higüey eine Person vom Wasser mitgerissen wurde und hunderte in Sicherheit gebracht wurden. Der Großteil des Schadens in dieser Region wurde durch über die Ufer getretene Wasserläufe verursacht, was auch zu Schäden in der Landwirtschaft führte. Nach den vorläufigen Berichten der Behörden wurden durch die Auswirkungen von Irene mindestens 2292 Haushalte geschädigt, 13 Häuser wurden so zerstört, dass eine Instandsetzung nicht möglich ist.
Im nordöstlichen Haiti führte die andauernden Niederschläge dazu, dass Flüsse über die Ufer traten, niedrig gelegene Gebiete durch abfließendes Regenwasser überflutet wurden und an mehreren Straßenabschnitten Erdrutsche auftraten. In besonders gefährdeten Gebieten verließen insgesamt etwa 500 Bewohner ihre Häuser, doch nur eine von 160 Notunterkünften wurde genutzt. Durch Brandung und Sturmflut kam es an der Küste zu Überflutungen, wodurch einige tausend Häuser beschädigt wurden. In der Umgebung von Port-au-Prince blies frischer Wind auch viele der Zelte nieder, in denen die durch das Erdbeben vom 12. Januar 2010 obdachlos gewordenen Betroffenen hausten. Allgemein, so Behördenvertreter, waren die Auswirkungen weniger schwer, als ursprünglich befürchtet; Flutschäden traten isoliert, aber insbesondere in den nördlichen Landesteilen auf. Zwei Personen ertranken in angeschwollenen Wasserläufen Haitis, vier Personen wurden durch die Auswirkungen des Sturmes verletzt.

### Kuba
Während Irene bereits Kurs auf die Bahamas nahm, luden die äußeren Regenbänder in den östlichen Teilen von Kuba Niederschläge ab. Moa und Sagua de Tánamo in der Provinz Holguín meldeten zwar 60 mm Niederschlag, doch im Durchschnitt fielen weniger als fünf Millimeter Regen. Auf dem Gebiet der Provinz Guantánamo wurden in Baracoa geringere Sachschäden durch hohe Brandung und Überflutung gemeldet.

### Turks- und Caicosinseln und Bahamas

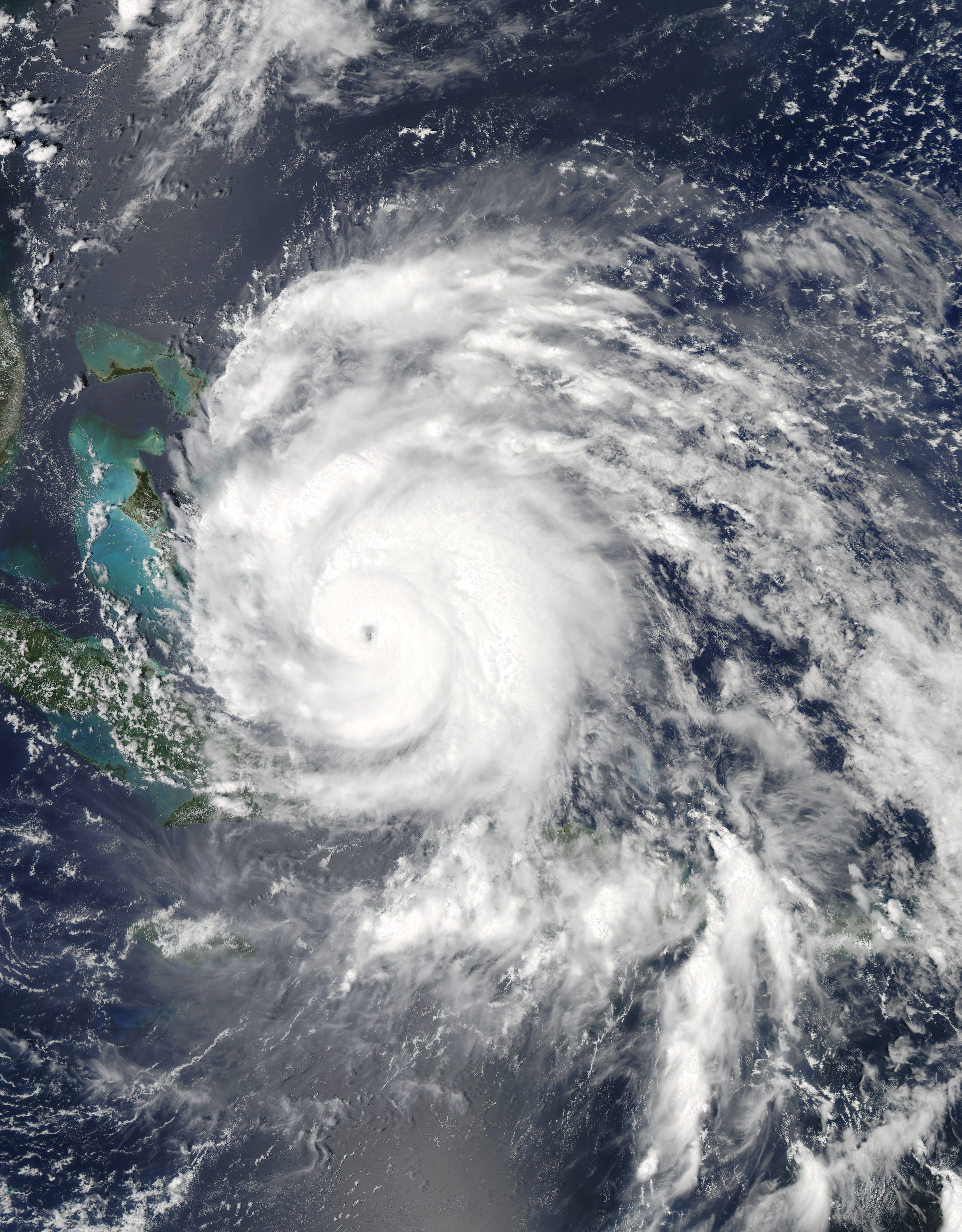
Irene als schwerer Hurrikan der Kategorie 3 über den Bahamas

Am 24. August überquerte Irene die britischen Turks- und Caicosinseln als Hurrikan der Kategorie 1. Durch die von dem Wirbelsturm hervorgerufenen Winde wurden Dächer abgedeckt und Stromleitungen heruntergerissen. In Cockburn Town wurden Laternen umgerissen. Auch für viele Haushalte auf Grand Turk Island wurde die Stromversorgung unterbrochen, doch blieben hier die Gebäudeschäden auf niedrigem Niveau. Von der Insel Providenciales wurden die höchsten Werte für Niederschlag und Windstärke gemeldet, doch blieben auch hier die gemeldeten Schäden an Dächern und Tourismuseinrichtungen gering. Die Hafenanlagen von Grand Turk wurden beschädigt, doch drei Tage nach dem Durchzug Irenes wurde der Betrieb wieder aufgenommen.
Am 25. August zog Irene als Kategorie-3-Hurrikan über die Bahamas und richtete schwere Verwüstungen an. Das Auge wanderte direkt über mehrere der Inseln hinweg. Eine Spitzenbö mit einer Windgeschwindigkeit von 225 km/h wurde aufgezeichnet, örtlich fielen bis zu 330 mm Niederschlag. Auf Mayaguana Island wurden mindestens 40 Häuser schwer beschädigt und mehrere Dutzend Gebäude auf Acklins wurden vollständig zerstört. Die auf dieser Insel liegende Siedlung Lovely Bay wurde zu 90 Prozent vernichtet. Das Dach einer Schule auf Crooked Island, wo Windspitzen von 159 km/h gemessen wurden, wurde abgedeckt und die Fenster zerbrachen. Eine Kirche auf der Insel stürzte aufgrund des Sturmes teilweise ein. Die stärksten Schäden auf den Bahamas wurden auf Cat Island registriert, wo verbreitet Glasscheiben zu Bruch gingen und leicht gebaute Häuser auseinandergerissen wurden. Insgesamt geht der Sachschaden auf der Insel in die Millionen, und viele Einwohner wurden obdachlos. Auf New Providence und Grand Bahama war der Sachschaden nur begrenzt, weil das Zentrum Irenes weitab vorüberzog.
Trotz der weitreichenden Sachschäden auf den Bahamas wurden keine durch die Naturkatastrophe bedingten Personenschäden gemeldet, obwohl der Hurrikan nach Angaben örtlicher Behördenangehöriger der schlimmste tropische Wirbelsturm seit 1999 war, als Hurrikan Floyd die Bahamas getroffen hatte.

### Kontinentale Vereinigte Staaten

#### Florida
Zwar blieb Hurrikan Irene weit ab von der Küste von Florida, doch die Regenbänder führten periodisch zu Böen und Gewitterregen an der Küste. Die von dem Wirbelsturm erzeugten Wellen erreichten eine Höhe von bis zu 4,8 m; durch starke Brandung am Boynton Inlet wurden mindestens acht Personen verletzt, und ein Surfer wurde vor der Küste des Volusia County getötet. In Lantana überspülten die Wellen die Ufermauern und zerstörten einen Wachturm der Rettungsschwimmer. Örtlich trat geringe Stranderosion auf.
An der Küste waren die Winde verhältnismäßig leicht; am Anleger von Lake Worth erreichte die Spitzenbö eine Geschwindigkeit von 65 km/h, am Palm Beach International Airport wurden Windgeschwindigkeiten von maximal 50 km/h gemessen. Die Niederschlagsmengen waren gleichfalls niedrig; der Flughafen Palm Beachs meldete etwa 25 mm Niederschlag, der Fort Lauderdale Executive Airport meldete 68 mm. In Melbourne betrug die durch den Hurrikan erzeugte Niederschlagsmenge am 24. August 33 mm, und die Spitzenbö mit einer Windgeschwindigkeit von 63 km/h wurde an dieser Messstelle einen Tag später gemessen. Florida Power & Light berichtete, dass es in Süd-Florida vereinzelt zu Stromausfällen kam.

#### Carolina-Staaten
Wegen seines ungewöhnlich großen Windfeldes wirkte sich Hurrikan Irene auf lange Abschnitte der Küstenlinie mit Böen und sporadischen Regenfällen aus, obwohl der Hurrikan selbst weitab vom Land nach Norden zog. Stürmischer Wind betraf das Lowcountry vom Nachmittag des 26. August an, eine Bö mit einer Windgeschwindigkeit von 89 km/h wurde an einer Messstation auf Folly Island aufgezeichnet. Der Wind fällte Bäume und erzeugte entlang der Küste des Charleston County eine hohe Brandung, die zu Stranderosion führte. Etwa viertausend Haushalte waren von vereinzelten Stromunterbrechungen betroffen, zumeist durch umgestürzte Masten der Versorgungsleitungen.

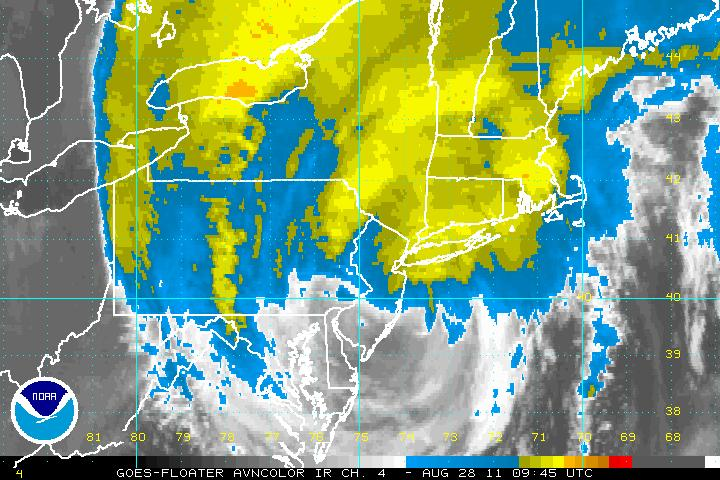
Hurrikan Irene kurz nach dem Landfall beim Little Egg Inlet am 28. August

In North Carolina wurden Winde in Sturmstärke auf den Outer Banks um mehrere Stunden vor dem Landfall beobachtet. Die beobachteten Wellen erreichten eine Höhe von 1,8 bis 2,7 m. Außerdem rief Irene früh am 27. August bei der Annäherung an die Küste mehrere Tornados hervor. Nachdem Irene auf Land gelangte, erreichten die Windgeschwindigkeiten im größten Teil des östlichen North Carolina Hurrikanstärke. Andauernde Winde von 140 km/h und Spitzenböen von 163 km/h wurden in Atlantic Beach gemessen. Die in der Region aufgezeichneten kumulierten Niederschlagsmenge durch Irene waren ungewöhnlich hoch, sie erreichten 255 bis 360 mm; der höchste Wert wurde in Bunyan aufgezeichnet.
In North Carolina verursachte Hurrikan Irene große Sachschäden. Er zerstörte Häuser und stürzte Fahrzeuge um. Durch einen Tornado wurden in Columbia mindestens vier Häuser zerstört, drei weitere wurden signifikant beschädigt. In mehreren Gebieten kam es zu Überschwemmungen; im Nash County erschlug ein Baum eine Person. Bereits vor dem Eintreffen des Sturmes war im Onslow County ein Mann dabei einem Herzversagen erlegen, als er versuchte, sein Wohnhaus sturmfest zu machen. Je eine Person wurde im Pitt County und Sampson County durch einen umstürzenden Baum erschlagen, und je eine Person wurde im Pitt County sowie in Goldsboro Opfer von sturmbedingten Verkehrsunfällen. Ein Mann ertrank im hochwasserführenden Cape Fear River.

#### Mittelatlantikstaaten

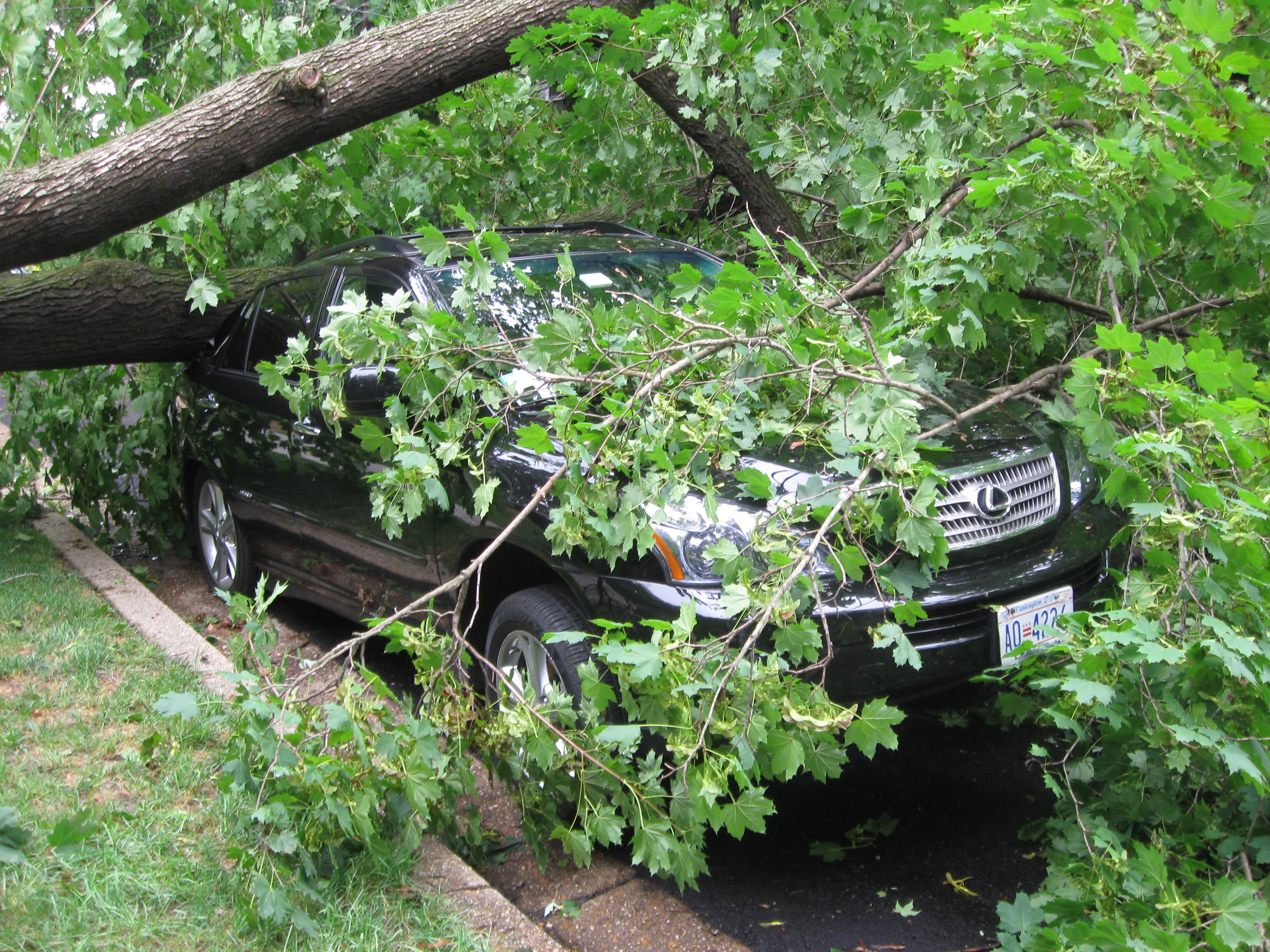
Umstürzende Bäume beschädigten zahlreiche Fahrzeuge, so wie diesen Lexus RX450h in Washington, D.C.

Hurrikan Irene verursachte in Delaware, Maryland, New Jersey, Pennsylvania und Washington, D.C. umfassende Stromausfälle.
Ein Tornado zog am Morgen des 27. August durch Sandbridge, eine zu Virginia Beach gehörende Ortschaft in Virginia. Er deckte mindestens fünf Häuser ab und beschädigte mehrere weitere. In Newport News, Virginia, stürzte starker Wind einen Baum in ein Apartmentgebäude, wobei eine Bewohnerin getötet wurde. Ein weiterer Tornado, der in Lewes, Delaware die Stufe F1 auf der Fujitaskala erreichte, beschädigte gegen 18:35 Uhr am 27. August 17 Häuser und zerstörte ein weiteres.

#### New York

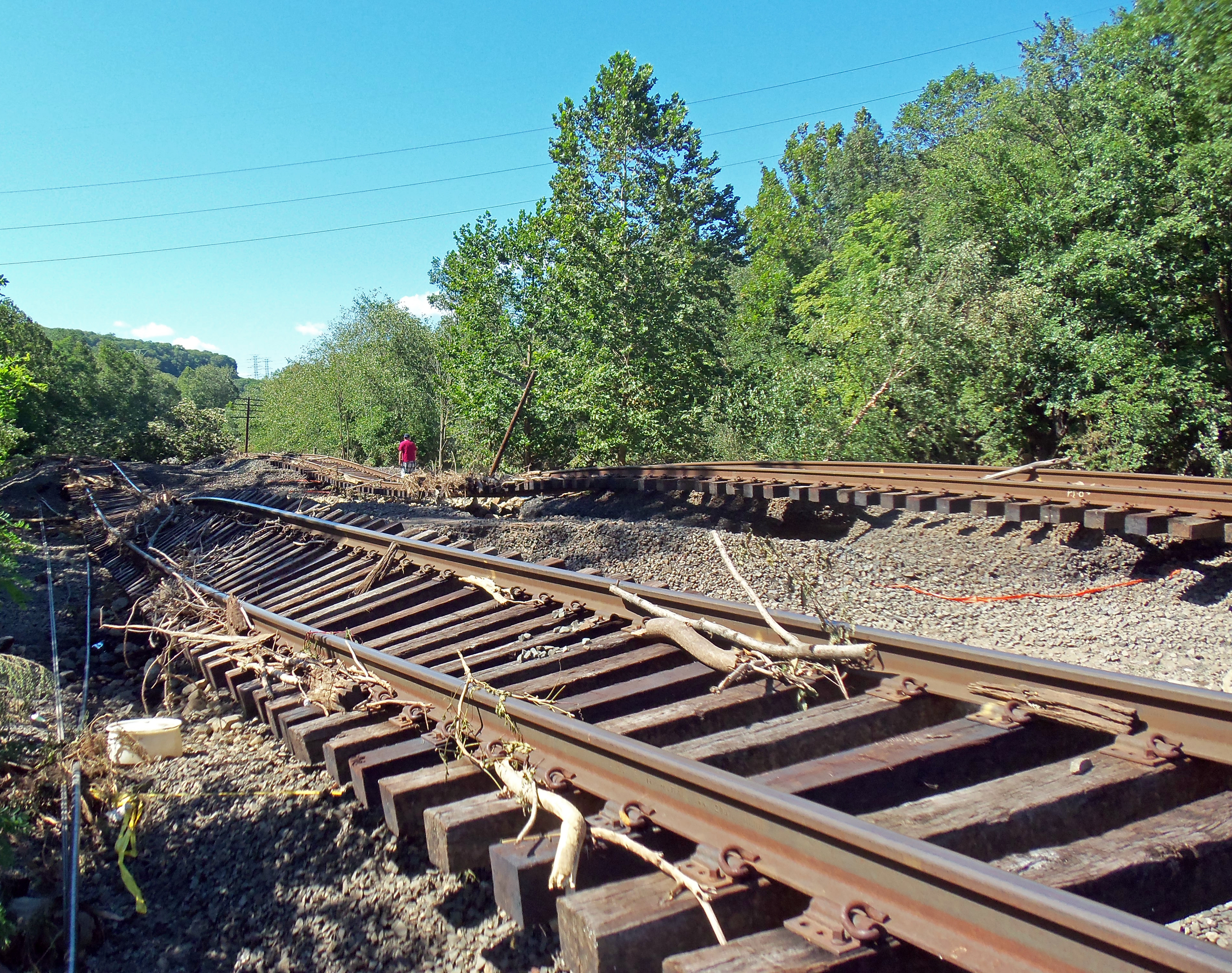
Unterspülte Bahngleise bei Sloatsburg

Das Hochwasser des Ramapo River führte dazu, dass Metro-North und NJ Transit den Verkehr auf der Port Jervis Line nördlich von Suffern auf unbestimmte Zeit aussetzen musste; es stellte sich nach dem Ablaufen des Wassers heraus, das rund ein Kilometer der Trasse vom Hochwasser ausgespült worden war.
An einer Marina von City Island in der Bronx ertrank ein Mann, als er während des Sturmes sein Boot sichern wollte. Nördlich von New York City ertrank eine Person beim Kentern eines Schlauchbootes auf dem Croton River. Vor dem Südufer von Long Island ertrank ein Windsurfer und in Spring Valley starb ein Mann an den Folgen eines Stromschlages durch herunterhängende Drähte. Beim Flüchten aus ihrem Haus ertrank in New Scotland südwestlich von Albany eine Frau in einem stark angeschwollenen Bach. Drei Tage nach dem Durchzug des Hurrikans wurde die Leiche eines Mannes gefunden, der in Tuxedo die Sperrung einer überfluteten Straße missachtet hatte.
Durch Stromausfälle im Nassau County und im angrenzenden Suffolk County waren auf Long Island fast 350.000 Haushalte und Gewerbebetriebe ohne elektrische Energie, was zumeist dadurch verursacht wurde, dass umstürzende Bäume Stromleitungen mit sich rissen.
Teils vernichtende Sturzfluten traten in den nordwestlichen Catskill Mountains auf, insbesondere im Bereich der Town of Margaretville. In einem Bach bei Fleischmanns ertrank eine Frau. Durch ein Rekordhochwasser entlang des Schoharie Creek wurde die Old Blenheim Bridge, eine 156 Jahre alte, als National Historic Landmark ausgewiesene überdachte Brücke zerstört. Prattsvilles Main Street wurde vom Stadtdirektor als „vollständiger Verlust“ beschrieben. Bewohner des Gebietes um das Frost Valley YMCA in der im Ulster County liegenden Town of Shandaken wurden von der Außenwelt abgeschnitten, weil die Wassermassen die Straße durch dieses Gebiet an mehreren Stellen weggespült hat.
Irene richtete auch weiter nördlich, in den Adirondack Mountains, signifikante Schäden an. Ein Abschnitt der New York State Route 73 wurde weggespült, was die Weiler Keene und St. Huberts in der High-Peaks-Region des Essex County isolierte. Das New York State Department of Environmental Conservation gab bekannt, dass sich an diesen Gipfeln selbst zahlreiche Erdrutsche ereignet hätten. Die Behörde schloss aus Sicherheitsgründen die Dix und Giant Wilderness Areas und den östlichen Teil der High Peaks Wilderness Area für die Öffentlichkeit.

#### Neuengland

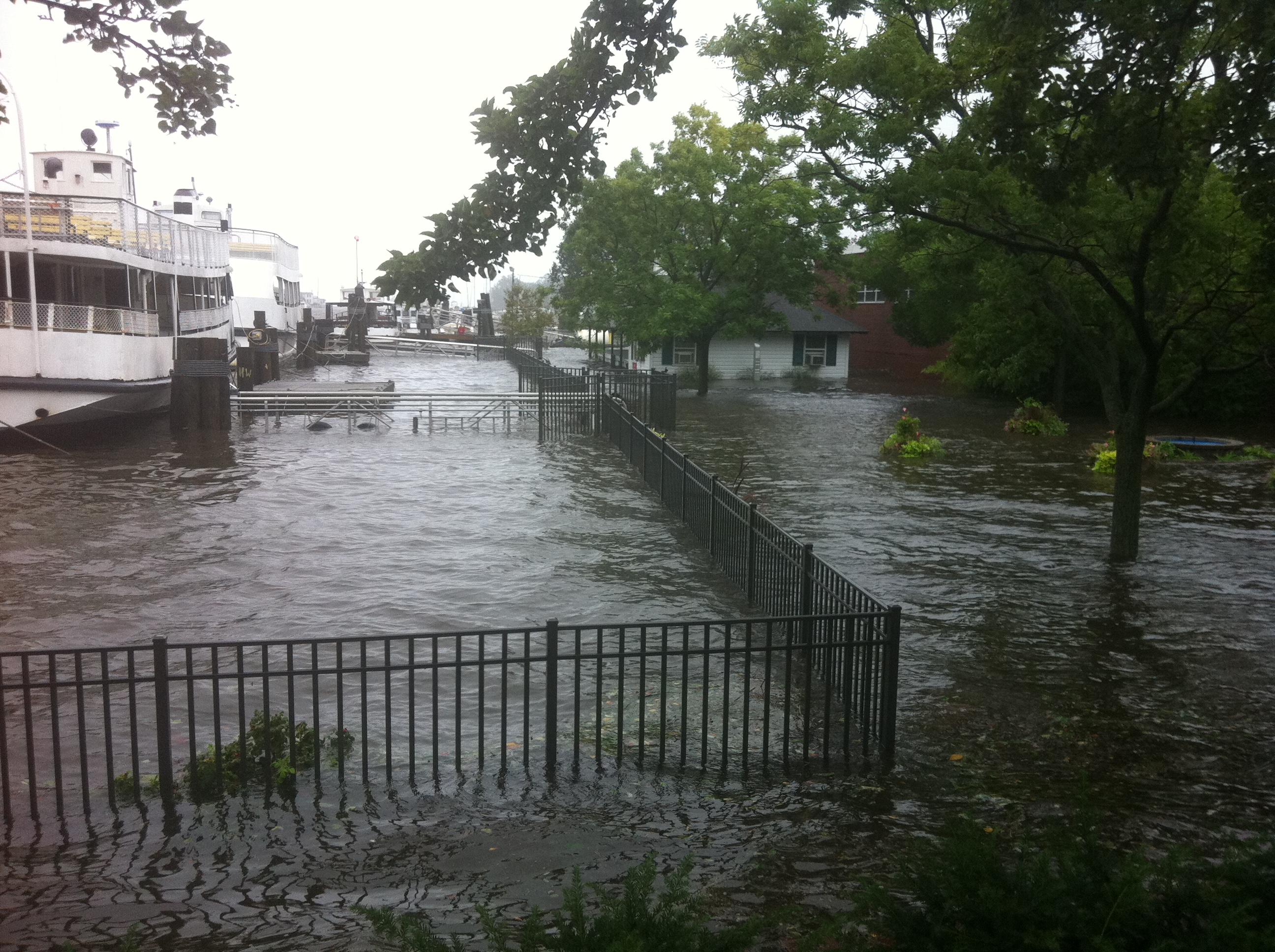
Sturmflut durch Hurrikan Irene in Greenwich, Connecticut

In Connecticut kam es am Ufer des Long Island Sound zu einer Sturmflut. Am 28. August gaben die beiden wichtigsten Stromversorger Connecticuts, Connecticut Light and Power und United Illuminating bekannt, dass insgesamt 754.000 ihrer Kunden ohne elektrischen Strom seien. Die Route 15, eine der wichtigsten Durchgangsstraßen des Bundesstaates, wurde zwischen der Staatsgrenze zu New York und der Interstate 91 in Meriden aufgrund umgestürzter Bäume gesperrt. Zahlreiche Straßen wurden überflutet wie etwa die Route 7 in New Milford durch den Housatonic River oder sie wurden unterspült und weggespült, darunter durch den Pequabuck River ein Abschnitt der Route 72 bei Bristol. Der Starkregen führte wie in New York und Vermont vielerorts zu Sturzfluten oder zu Hochwasser, wie etwa am Farmington River und am Connecticut River.
In Connecticut starben durch die Auswirkungen Irenes mindestens drei Personen. Eine Person fiel einem Brand zum Opfer, der vermutlich durch heruntergerissene Stromleitungen ausgelöst wurde. und eine Frau in Prospect kam unter ähnlichen Umständen um. In Bristol ertrank ein Mann, als sein Kanu im aufgewühlten Wasser des Pequabuck River kenterte.

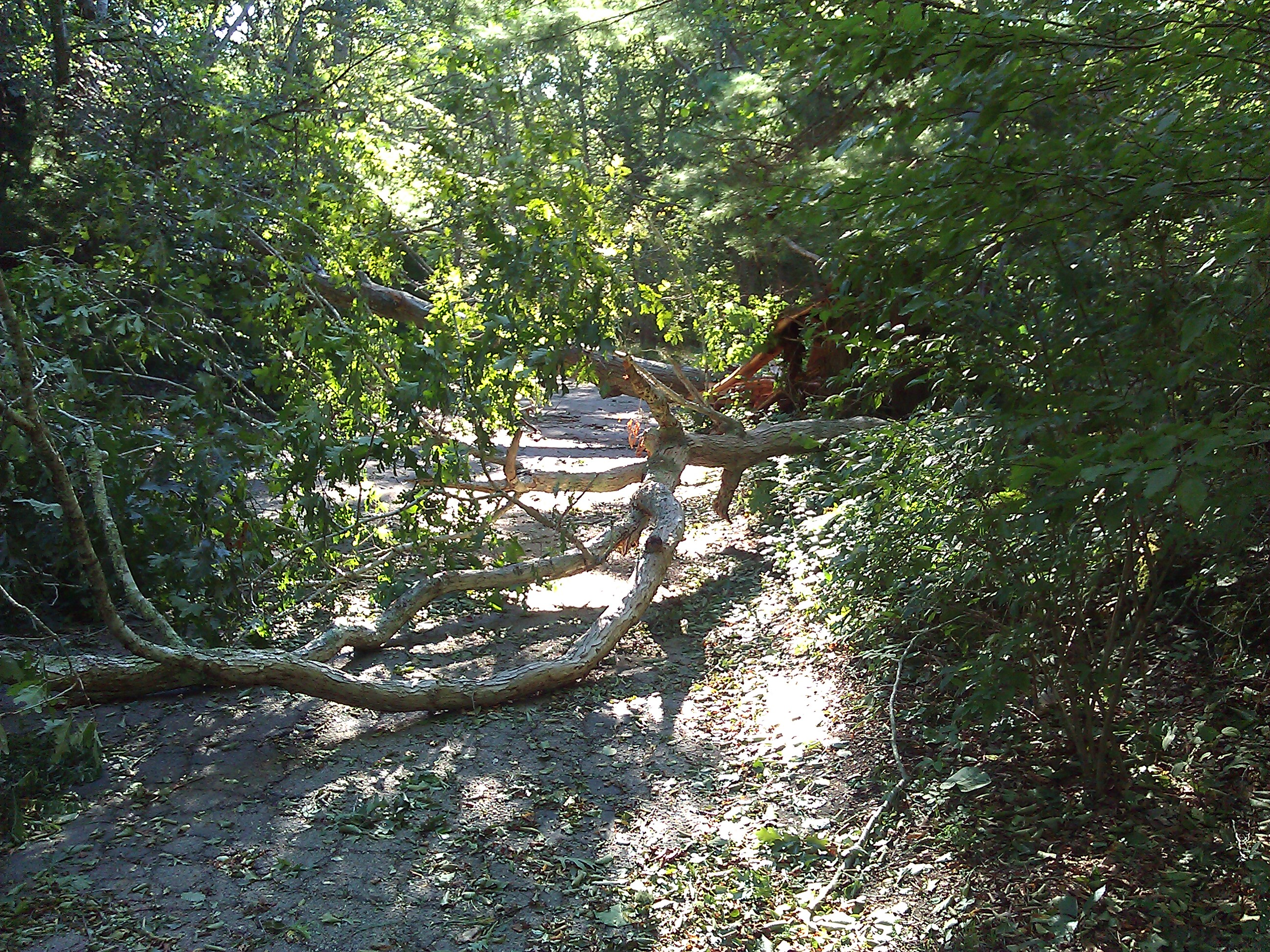
Zwei von Irene an der Küste Massachusetts’ entwurzelte Bäume

Ein Kommunalarbeiter wurde in Southbridge durch einen Stromschlag aufgrund einer herunterhängenden Elektrizitätsleitung getötet. Irrtümlich wurde im Osten von Becket das Versagen eines Staudammes gemeldet, was zur Evakuierung von etwa 200 Personen führte.
Rhode Island verzeichnete Windböen bis 114 km/h, wodurch Bäume entwurzelt und weitreichende Schäden am Stromnetz verursacht wurden. Bei Ende des Sturmes waren nach Schätzungen 256.000 der 480.281 Stromkunden in dem Bundesstaat ohne elektrischen Strom. Die Sturmflut führte in der Narragansett Bay zu einigen Schäden entlang der Küste, wobei Providence am Ende der Bucht eine Überflutung des Zentrums erspart blieb, was auch auf die in den 1960er Jahren gebaute Fox Point Hurricane Barrier zurückzuführen ist. An manchen Stellen traten Flüsse über die Ufer und lösten örtliche Überschwemmungen aus.
Fast jeder Fluss in Vermont trat über die Ufer; mindestens drei Personen ertranken und eine weitere ging vermisst. In Wilmington erreichte der Pegel des östlichen Armes des Deerfield River einen Stand, der jenen des Neuengland-Hurrikans von 1938 überstieg. Mehrere gedeckte Holzbrücken, die teils über 100 Jahre alt waren, wurden durch Hochwasser beschädigt oder zerstört, beispielsweise die Bartonsville Covered Bridge. Starke Schäden am Straßennetz führte dazu, dass rund ein Dutzend ländliche Orte von der Außenwelt abgeschnitten wurden und unmittelbar nach dem Sturm mit Hubschraubern versorgt werden mussten.

### Kanada

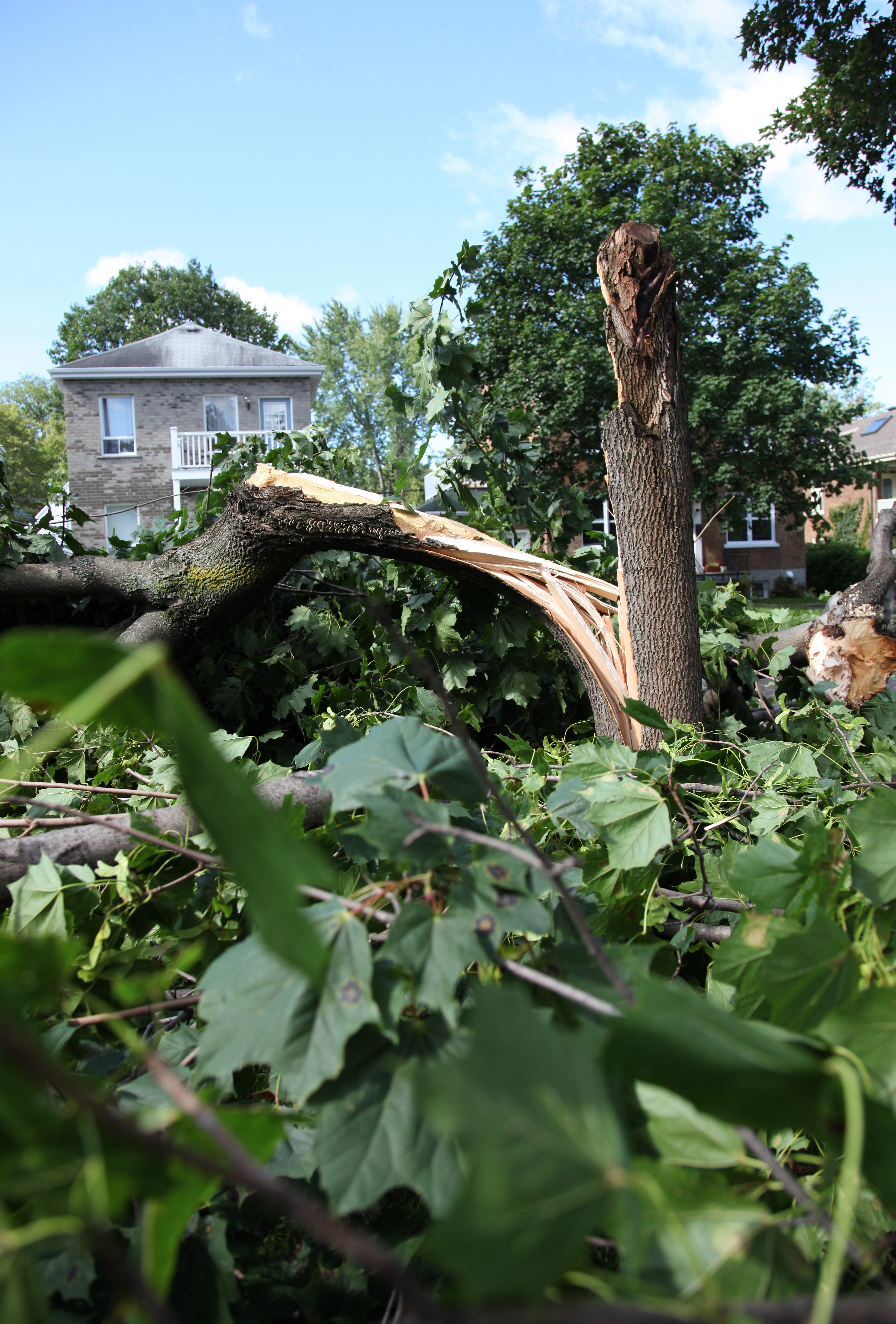
Umgerissener Baumstamm nach dem Sturm in der Stadt Québec.

Laut Environment Canada, des staatlichen Wetterdienstes, sollte man darauf vorbereitet sein, dass Sturmböen an einigen Orten bis zu 90 km/h erreichen könnten, sogar etwas mehr im Großraum Quebec. Der Sturm soll 50 bis 100 Millimeter Niederschlag bringen, insbesondere in der Montérégie, Estrie, Beauce und Quebec.
Am 28. August führten dann sehr starker Wind und schwere Regenfälle des post-tropischen Sturmes Irene nicht nur in der Stadt Québec zu Stromausfällen. Gegen 23 Uhr bestätigte der staatliche Energieversorger Hydro-Québec, dass 248.500 private Stromabnehmer in der gesamten Provinz keinen Strom hatten. Dies hauptsächlich in der ländlichen Region Montérégie, wo 84.000 Haushalte ohne Strom waren sowie in Montreal, wo bei 36.600 Haushalte der Strom ausfiel. Zudem wurden in Montreal vereinzelt Gebäude und Verkehrsampeln beschädigt, in Toronto musste der Flugverkehr eine Zeitlang eingestellt werden. 
Eine Person wurde getötet, als ihr Auto mit einigen anderen Fahrzeugen in der Nähe von Sorel-Tracy in den Rivière Yamaska gespült wurde; ein anderer Straßenabschnitt wurde in der Region Charlevoix-Est weggespült, Überflutungen führten auch in Estrie zu Evakuierungen.